# Silene nubigena
Silene nubigena är en nejlikväxtart som först beskrevs av Jisaburo Ohwi, och fick sitt nu gällande namn av Jisaburo Ohwi och Ohashi. Silene nubigena ingår i släktet glimmar, och familjen nejlikväxter. Inga underarter finns listade i Catalogue of Life.